# Ark (コンピュータ)
Ark（アーク）は、KDE SC で動作するアーカイブツールである。KDE Utilities (kdeutils パッケージ) に含まれる。

## 概要
Ark は本質的にどのアーカイブ形式も認識しない。しかし、コマンドラインアーカイバのフロントエンドとして動作し、多くのバックエンドと共に動作する。例えば、7z、tar、rar、zip、gzip、bzip2、lha、zoo や ar などに対応している。外部プログラムを使えば圧縮ファイル内のファイルを編集できるようになる。圧縮ファイルからファイルを削除することもできる。
kdeaddons パッケージの適切なプラグインがインストールされていれば、KParts 技術により Ark は Konqueror に統合できる。インストール後、Konqueror のコンテキストメニューから圧縮ファイルに対してファイルを追加したり取り出したりできるようになる。
ドラッグ・アンド・ドロップで圧縮ファイルを作成することもできる。